# 西御門 (鎌倉市)
西御門（にしみかど）は神奈川県鎌倉市鎌倉地域にある大字。雪ノ下の北部に位置する。現行行政地名は西御門一丁目及び西御門二丁目。住居表示実施済み区域。

## 地理・歴史
地名の由来は、鎌倉幕府の鎌倉（大倉）御所の西門があったことから転じ、西門前を南北に通ずる西御門大路の北方の地域を指した。
吾妻鏡によると文治2年（1186年）1月5日に「美濃藤次安平西御門家」と記されているのが初見である。建保元年（1213年）5月4日、将軍源実朝は西御門に赴き、和田合戦で傷付いた武士の実検を行っている。
元仁元年（1224年）9月5日子ノ刻（0時ころ）に三浦義村の「西御門亭」が焼失。暦仁元年（1238年）1月10日には、義村亭の他に後藤基清、三浦家村らの居宅が罹災。義村亭を譲り受けた三浦泰村は、宝治元年（1247年）の合戦で敗れて居宅を焼失。
応永23年（1416年）の上杉禅秀の乱では、禅秀に加担した足利満隆、持仲が義堂周信開祖の保寿院で挙兵。享徳3年（1454年）には関東管領上杉憲忠が鎌倉公方足利成氏の西御門亭で殺害される（享徳の乱）。
戦国時代には建長寺の所領があり、天正18年（1590年）4月、豊臣秀吉の小田原征伐に際し、二階堂郷中の一つである当地に禁制を下し、掌握しようとした。正保国絵図には「西御門村」が記録されている。いつの頃からか二階堂、浄明寺、十二所とともに「谷合（やつあい）四ケ村」と称された。
明治22年（1889年）の町村制施行で東鎌倉村に属した。明治27年（1894年）の鎌倉町誕生で大字となり、昭和14年（1939年）から鎌倉市の町名となる。昭和43年（1968年）1月1日の住居表示に伴い西御門一丁目 - 二丁目となった。

## 世帯数と人口
2023年（令和5年）9月1日現在（鎌倉市発表）の世帯数と人口は以下の通りである。
| 丁目         | 世帯数  | 人口    |
| ------------ | ------- | ------- |
| 西御門一丁目 | 281世帯 | 665人   |
| 西御門二丁目 | 146世帯 | 366人   |
| 計           | 427世帯 | 1,031人 |

### 人口の変遷
国勢調査による人口の推移。
| 年                 | 人口  |
| ------------------ | ----- |
| 1995年（平成7年）  | 897   |
| 2000年（平成12年） | 902   |
| 2005年（平成17年） | 909   |
| 2010年（平成22年） | 952   |
| 2015年（平成27年） | 1,012 |
| 2020年（令和2年）  | 1,046 |

### 世帯数の変遷
国勢調査による世帯数の推移。
| 年                 | 世帯数 |
| ------------------ | ------ |
| 1995年（平成7年）  | 337    |
| 2000年（平成12年） | 365    |
| 2005年（平成17年） | 371    |
| 2010年（平成22年） | 378    |
| 2015年（平成27年） | 400    |
| 2020年（令和2年）  | 420    |

## 学区
市立小・中学校に通う場合、学区は以下の通りとなる（2017年（平成29年）7月時点）。
| 丁目         | 番地 | 小学校             | 中学校             |
| ------------ | ---- | ------------------ | ------------------ |
| 西御門一丁目 | 全域 | 鎌倉市立第二小学校 | 鎌倉市立第二中学校 |
| 西御門二丁目 | 全域 | 鎌倉市立第二小学校 | 鎌倉市立第二中学校 |

## 事業所
2021年（令和3年）現在の経済センサス調査による事業所数と従業員数は以下の通りである。
| 丁目         | 事業所数 | 従業員数 |
| ------------ | -------- | -------- |
| 西御門一丁目 | 22事業所 | 73人     |
| 西御門二丁目 | 8事業所  | 23人     |
| 計           | 30事業所 | 96人     |

### 事業者数の変遷
経済センサスによる事業所数の推移。
| 年                 | 事業者数 |
| ------------------ | -------- |
| 2016年（平成28年） | 19       |
| 2021年（令和3年）  | 30       |

### 従業員数の変遷
経済センサスによる従業員数の推移。
| 年                 | 従業員数 |
| ------------------ | -------- |
| 2016年（平成28年） | 40       |
| 2021年（令和3年）  | 96       |

## 施設

### 寺社・旧跡
- 源頼朝墓（白旗神社）
- 北条義時墓（法華堂跡）
  - 法華堂跡（源頼朝墓・北条義時墓）として、国の史跡に指定されている[16]。
- 来迎寺
- 西御門サローネ（旧里見弴邸）

### その他
- 鎌倉市立第二中学校

## 著名な住人
- 三浦義村
- 三浦泰村
- 北条義時
- 里見弴

## その他

### 日本郵便
- 郵便番号 : 248-0004[3]（集配局 : 鎌倉郵便局[17]）。